# Manal al-Sharif
Manal Al Sharif (àrab: منال الشريف, Manāl ax-Xarīf) (la Meca, 25 d'abril de 1979) és una informàtica i activista dels drets de les dones d'Aràbia Saudita, que ajudà a iniciar una campanya pel dret de les dones a conduir.

## Activisme
Al maig del 2011 fou gravada per la seua germana Wajeha al-Huwaider conduint un auto com a part de la campanya. El vídeo es penjà en YouTube i Facebook. Al-Sharif fou detinguda; l'alliberaren el 21 de maig i l'endemà la tornaren a detenir.
El 30 de maig, Al-Sharif fou alliberada sota fiança, amb la condició de no conduir més i no parlar amb els mitjans de premsa sobre el tema.
The New York Times i Associated Press relacionaren aquesta campanya amb les revolucions i protestes al món àrab del 2010-2011 i la llarga durada de la detenció d'Al Sharif a la por del govern saudita a les protestes.
Va contraure matrimoni a l'Aràbia Saudita i tingué un fill el 2005. El matrimoni acabà en divorci i, segons les lleis saudites, el pare obtingué la custòdia total del xiquet. Després de la separació ella se n'anà a Dubai i es veia obligada a viatjar cada vegada que volia veure el seu fill perquè el seu exmarit es negava a deixar-lo viatjar; al Sharif el denuncià davant un tribunal, però aquest ho va desestimar i cità un text islàmic del segle X sobre "el risc que el xiquet mora en el camí en una distància tan llarga". Manal al Sharif viu a Dubai amb el seu segon espòs, un brasiler, amb qui tingué un segon fill el 2014.